# Божић у Русији
Божић у Русији (руски: Рождество Христово, Рождество Христово ), назван Еже по плоти Рождество Господа Бога и Спаса нашег Исуса Христа, у Руској православној цркви, је празник у знак сећања на рођење Исусе Христе. Празнује се 25. децембра по јулијанском календару који користи Источна православна црква, који пада 7. јануара по грегоријанском календару. Божић се у цркви сматра великим празником, једним од 12 великих празника, а једном од само четири којима претходи период поста. Традиционалне руске божићне свечаности почињу на Бадње вече, које се слави 6. јануара.
Божић је у великој мери избрисан из руског календара током већег дела 20. века због антирелигијске политике Совјетског Савеза, али многе од његових традиција су преживеле, након што су пребачене на Нову годину. Иако је Божић поново успостављен као празник 1990-их након распада Совјетског Савеза, и даље га помрачује Нова година, која је и даље најважнији руски празник.

## Историја
У Русији је Божић постао званична прослава крштењем Русије које је наредио кнез Владимир крајем 10. века славио се 25. децембра. Међутим, с обзиром на рану хришћанску заједницу Кијевске Русије, прослава може имати дужу историју.
У 19. веку, раскошно украшено божићно дрво постало је централно место празника, традиција коју је првобитно увезла супруга Николаја И, Александра Фјодоровна, из њене родне Пруске. Традиција давања поклона деци на Божић заживела је отприлике у исто време. Божићне поклоне је традиционално доносио Дед Мороз (рус: Дед Мороз, или Деда Мраз), руски пандан Светог Николе или Деда Мраза, додуше мало виши и мање стасит. Укорењен у словенском фолклору, Деда Мороза прати његова лепа унука Снегурочка (рус: Снегурочка, Снегурочка), која се са њим вози на санкама које вуку три коња.

Двадесетих година 20. века верске празнике, укључујући Божић, атеистичка држава је искоренила  . Међутим, у годишњим руским календарима до 1929. године црквени датуми, укључујући Божић, обележавани су у различитим годинама или као празници или као дани одмора, односно били су нерадни дани. Божићни дани у календарима 1919-1923 обележавају се 7. и 8. јануара (због преласка земље на грегоријански календар 1918. године ), а 1924-1929. године - 25. и 26. децембра.
Током раног совјетског периода, све верске прославе су биле забрањене званичном државном политиком атеизма. Бољшевици су тврдили да је Божић био пагански ритуал обожавања сунца без основа научне чињенице и осуђивали јелку као буржоаски немачки увоз. Године 1929, сви верски празници, укључујући Божић, укинути су декретом стаљинистичког режима. Међутим, у изненађујућем заокрету државне политике 1935. године, многе руске божићне традиције оживљене су као део секуларне прославе Нове године након што су саветници Јосифа Стаљина убедили Вожд у потребу пролетера да се одморе од свог тешког рада у средини дуге, хладне зиме. Божићна јелка је преиначена у „новогодишњу јелку“ (руски: Новогоднаа елка ) да би јој се дивила сва деца широм Совјетског Савеза, укључујући и ону у републикама које нису славиле Божић због различитих верских традиција, као што су средњоазијске. Други руски божићни атрибути и традиције, као што су давање поклона, посете Деда Мороза и божићни украси, изгубили су свој верски значај и постали су повезани са прославама Нове године, које су биле секуларне природе.
Године 1991, након распада Совјетског Савеза, Божић је поново успостављен заједно са другим верским празницима.

## Верске службе
На Бадње вече (6. јануара) одржава се неколико дугих богослужења, укључујући царске часове и вечерње у комбинацији са Божанственом литургијом. Породица ће се потом вратити кући на традиционално Бадње вече ( Свету вечеру ), које се састоји од 12 јела, по једно у част дванаесторице апостола. Побожне породице ће се тада вратити у цркву на целоноћно бдење. Затим се поново, на Божићно јутро, враћају да присуствују јутарњој Божанској Литургији Рођења Христовог. Од 1992. године Божић је постао државни празник у Русији као део десетодневних празника на почетку нове године.

## Традиционална свечана кухиња
Главна јела на божићној трпези у старој Русији укључивала су печену свињу, пуњену свињску главу, комаде печеног меса, желе (холодетс) и аспик. Божићна вечера је укључивала и многа друга меса: гуска са јабукама, зец павлака, дивљач, јагњетина, цела риба итд. Обиље прженог и печеног меса, целе печене пилетине и рибе на свечаној трпези асоцирало је на карактеристике руске пећи, која је омогућавала успешну припрему великих порција.
Фино исечено месо и свињетина кували су се у лонцима са полутрадиционалном кашом. Пите су биле незаобилазна јела за Божић, али и друге празнике, а укључивале су и затворене и отворене пироге ( пирошке, ватрушке, кулибијаке, курник, саечке, шанги), колачи и блине. Укључени су филови свих укуса (биљни, повртни, воћни, печурке, месо, риба, сир, мешани).

Слатка јела која су сервирана на руском божићном столу укључивала су бобице, воће, слаткише, колаче, кроштуле, кекс, мед. Пића су укључивала чорбе за пиће (компот и слатке супе ), кисел, а од почетка 18. века и кинески чај.

## Жалбе због признања од стране владе
Атеиста МВ Агбунов је 1999. године затражио од Уставног суда Руске Федерације да испита уставност декрета о признавању 7. јануара као савезног празника. Суд је овај захтев одбио на основу аргумента да се „наведене законске одредбе примењују на закон о данима државних празника. ..., а не садрже одредбе којима се указује на повреду уставних права и слобода на које се позива подносилац. (Чланови 14, 19, 28 и 29 (2 део) Устава Русије).
Сличну жалбу је 2008. године поднела руска неопаганска група. Група је тврдила да је признавање православног Божића као званичног празника у супротности са Уставом Русије, према којем "ниједна религија не може бити успостављена као државна и обавезна". Након што је размотрио тужбу, суд ју је одбацио са образложењем да су одлуке о државним празницима у надлежности руског парламента и да нису уставна ствар.